# Crucianella baldschuanica
Crucianella baldschuanica är en måreväxtart som beskrevs av Ippolit Hippolit Mikhailovich Krascheninnikov. Crucianella baldschuanica ingår i släktet Crucianella och familjen måreväxter. Inga underarter finns listade i Catalogue of Life.